# Bugatti Type 55
Pour les articles homonymes, voir Bugatti (homonymie) et 55.
La Bugatti Type 55  est une voiture de sport du constructeur automobile Bugatti, conçues par Ettore Bugatti et Jean Bugatti (père & fils), variante routière des Bugatti Type 51 de Grand Prix automobile, présentée au salon de l'automobile de Paris 1931, et produite à 38 exemplaires jusqu'en 1935.

## Historique
La Type 55 succède aux Bugatti Type 43, 46, et 49 de 1930. Elle est avec les Bugatti Type 57 une version routière des Bugatti Type 50 et 51 de Grand Prix automobile à nouveaux moteurs 8 cylindres en ligne double arbre à cames en tête (DACT) 16 soupapes suralimenté à compresseur Roots et double carburateur Zénith,,.

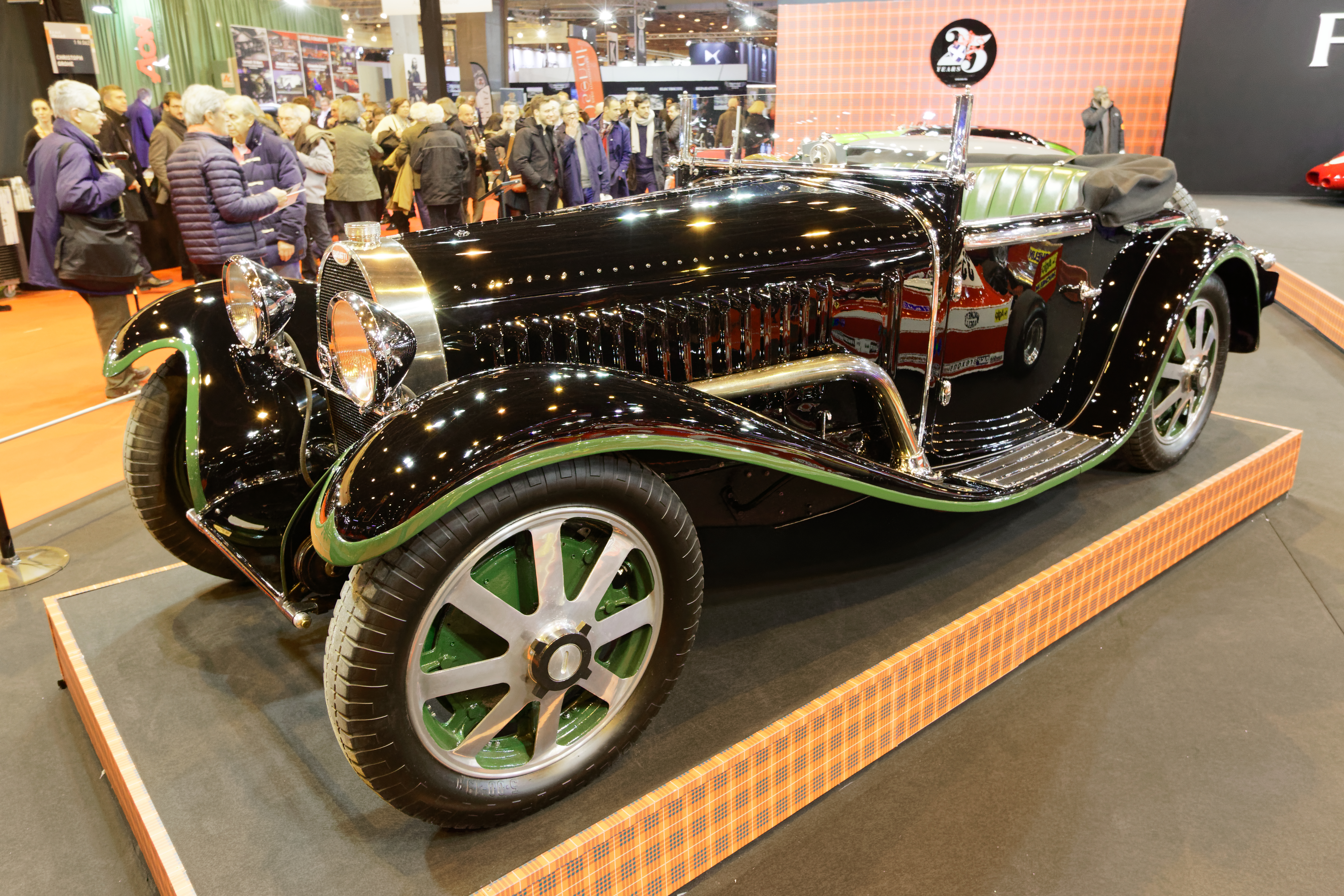
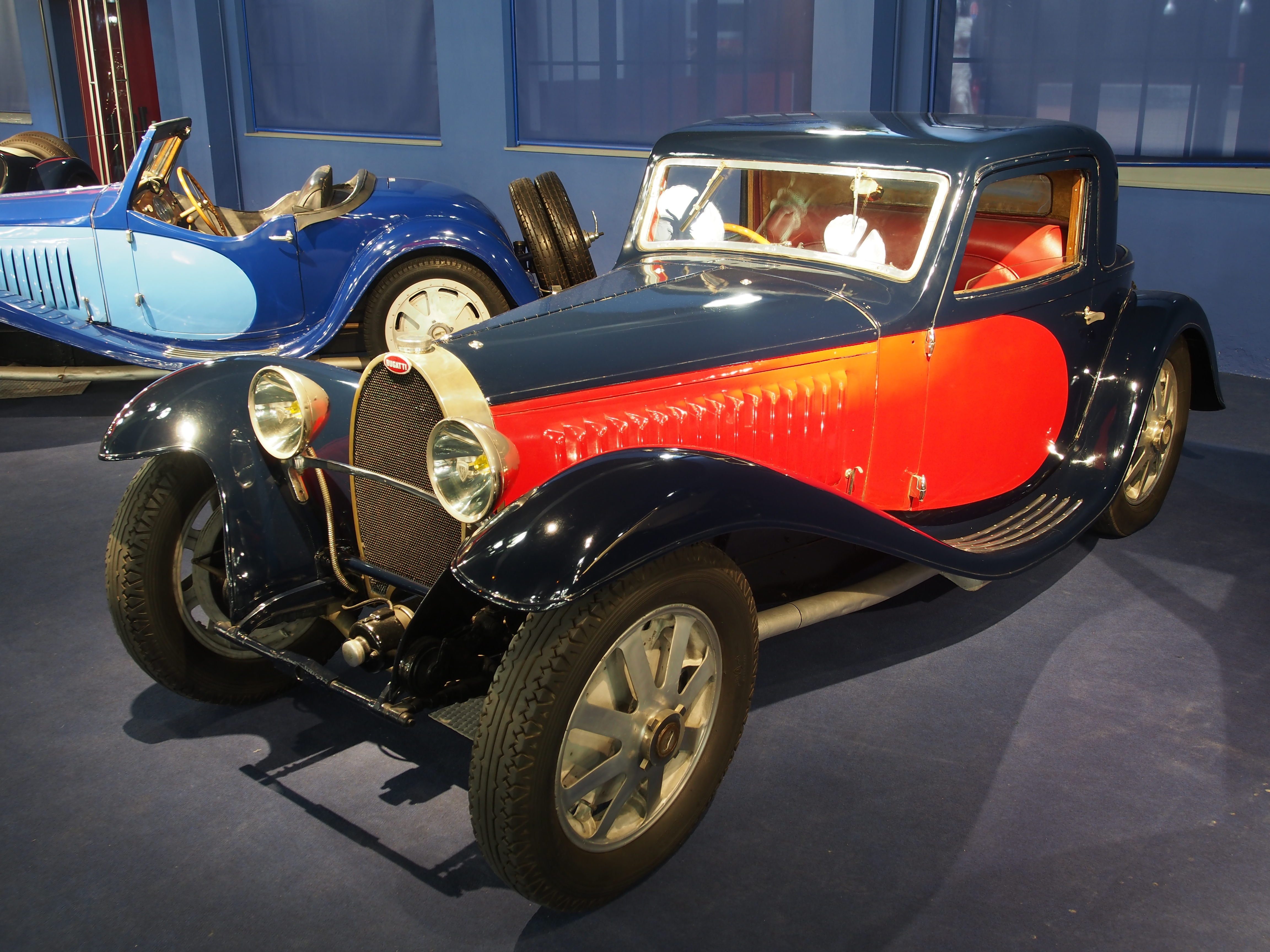
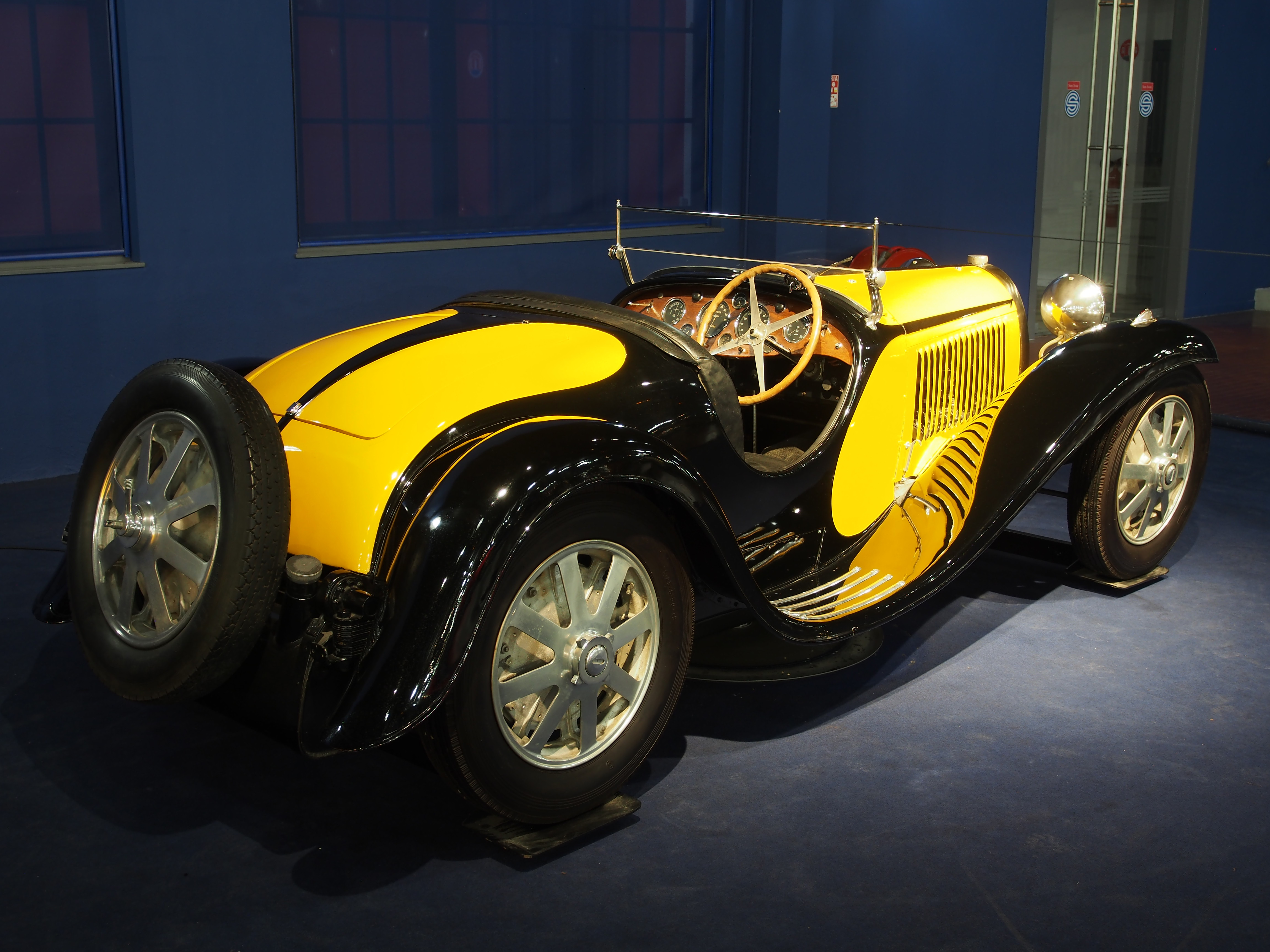

Elle reprend le moteur 2,3 L de 130 ch des Bugatti Type 51 pour 180 km/h de vitesse de pointe.

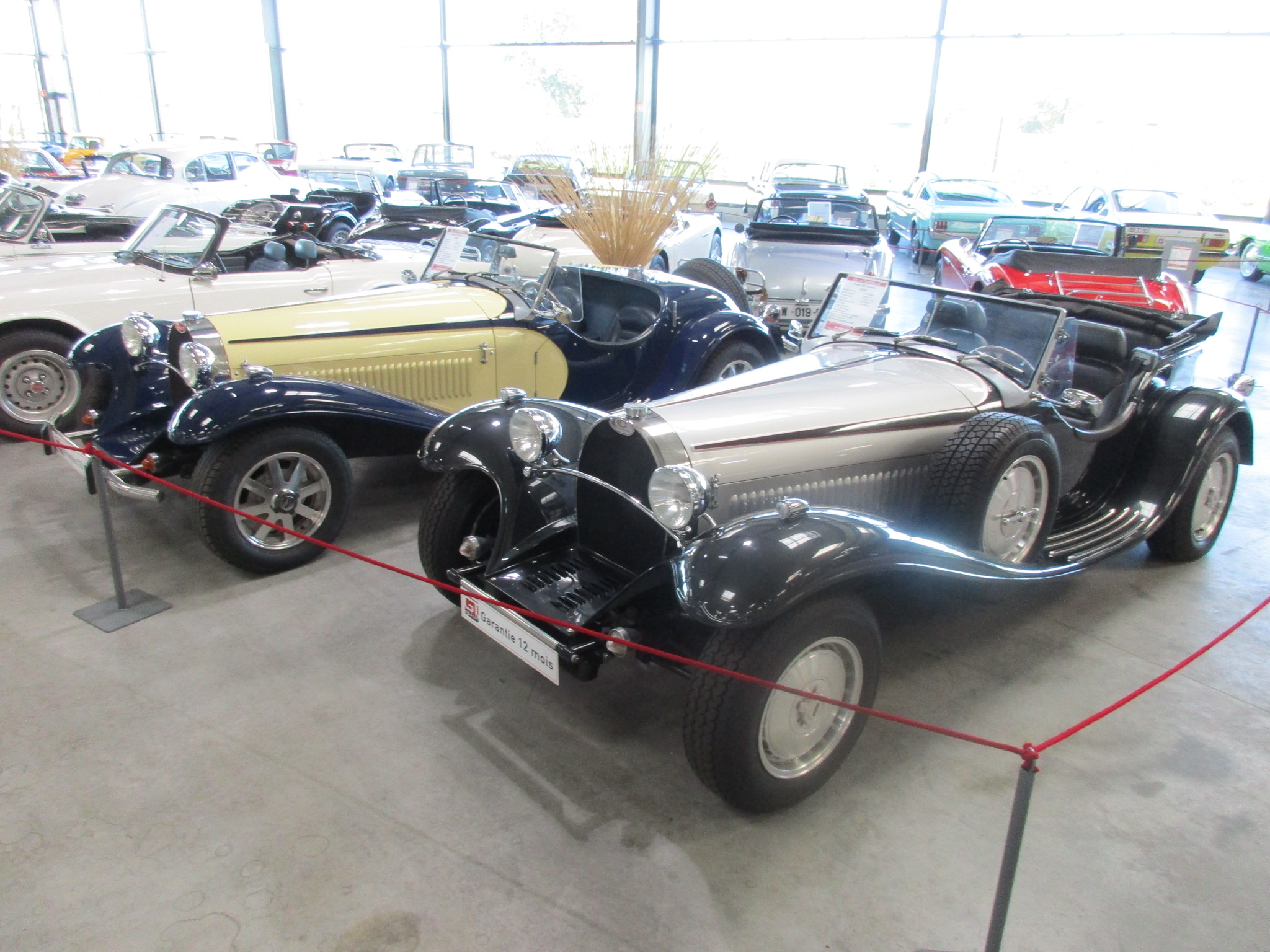
Répliques De La Chapelle
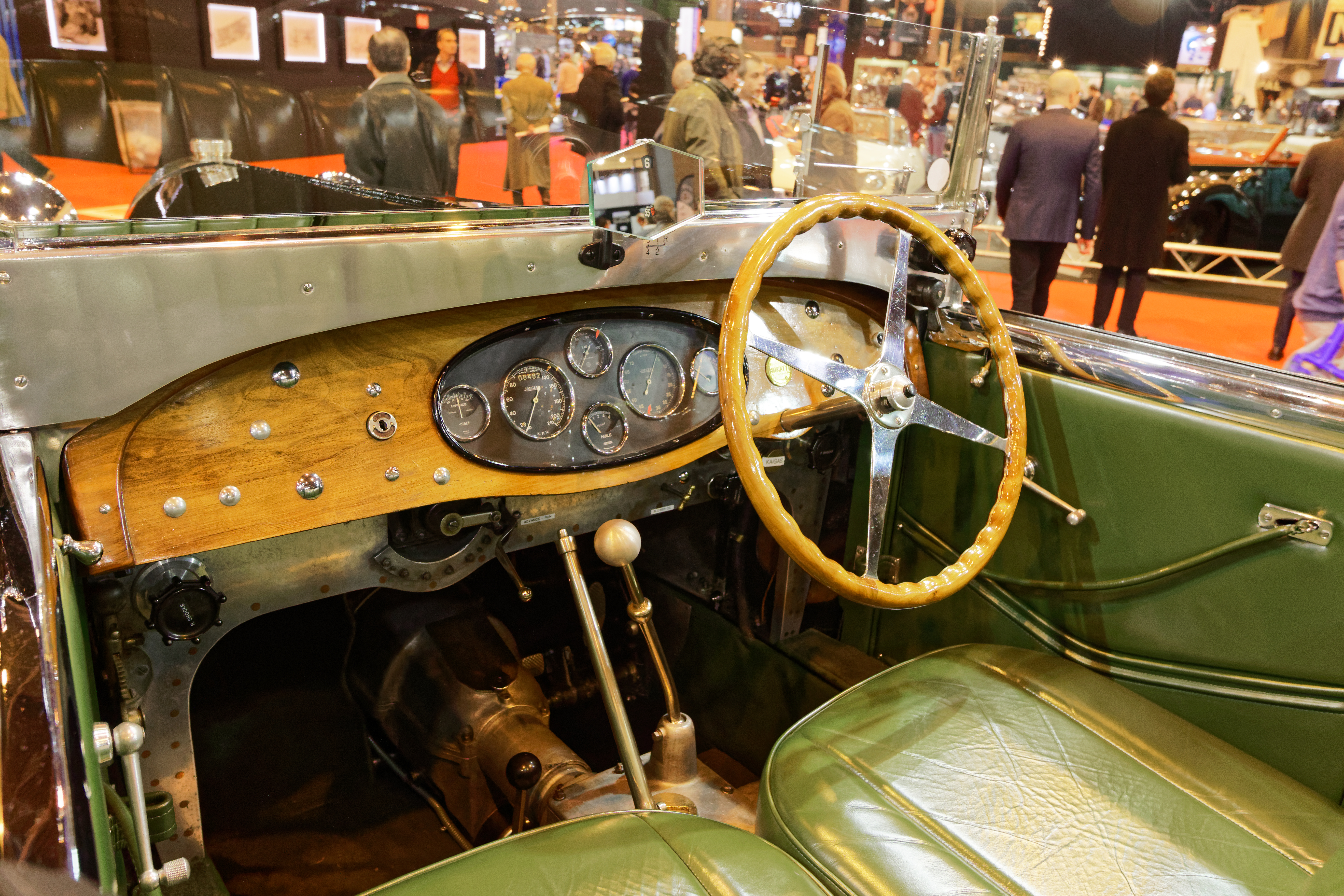
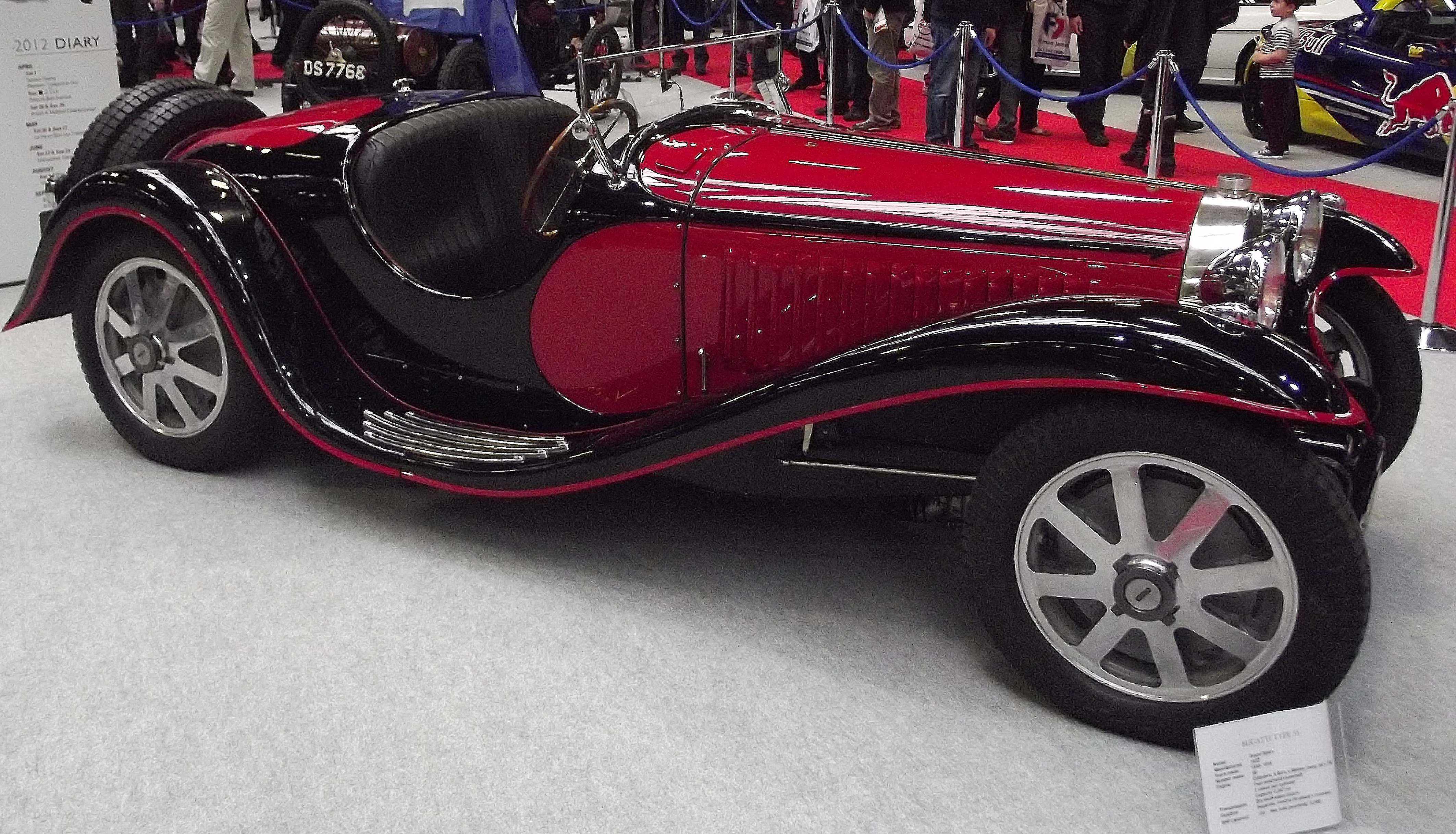

La majorité des Type 55 sont carrossées par des carrosseries Bugatti attribuées à Jean Bugatti,. D'autres sont carrossées par des carrossiers indépendants (dont Figoni & Falaschi, Vanvooren, ou Gangloff).

## Palmarès partiel
Quelques modèles participent à des compétitions (en parallèle des Bugatti Type 50, 51, 53, et 54). Elle commence sa carrière aux Mille Miglia 1932.
- 1932 à 1935 : abandons aux 24 Heures du Mans 1932, 34, et 1935 (version Tank Bugatti[9]).
- 1933 : victoire du Critérium Paris-Nice
- 1934 : record de vitesse de Jean Bugatti, de la course Molsheim-Paris, avec 454 km en 3 h 47, à 120 km/h de vitesse moyenne[10].
- 1947 : victoire du Rallye Lyon-Charbonnières.
- 1947 : victoire du Rallye des Alpes françaises, avec Gaston Descollas.

## Réplique
Le constructeur lyonnais De La Chapelle commercialise une réplique de ce modèle à partir de 1978.